# Madagascar 2 (bande originale)
Pour les articles homonymes, voir Madagascar 2 (jeu vidéo).
Albums de Hans Zimmer et Heitor Pereira
Madagascar
(2005) Madagascar 3
(2012)
Madagascar 2 - Motion Picture Soundtrack, des compositeurs Hans Zimmer et Heitor Pereira, est la bande originale distribué par Interscope, du film américain d'animation produit par DreamWorks SKG, Madagascar 2, des réalisateurs, Eric Darnell et Tom McGrath sorti en 2008. Le compositeur et chanteur Will.i.am, a composé avec Hans Zimmer et interprété, quelques-uns des titres de cet album.

## Liste des titres
| 1.    | Once Upon A Time In Africa     | Hans Zimmer et Heitor Pereira | 3:50 |
| 2.    | The Traveling Song             | will.i.am                     | 3:25 |
| 3.    | Party! Party! Party!           | Hans Zimmer et Heitor Pereira | 3:31 |
| 4.    | I Like To Move It              | will.i.am                     | 3:41 |
| 5.    | The Good, The Bad And The Ugly | Ennio Morricone               | 0:52 |
| 6.    | Big And Chunky                 | will.i.am                     | 3:21 |
| 7.    | Chums                          | Heitor Pereira                | 2:16 |
| 8.    | New York, New York             | John Kander et Fred Ebb       | 1:30 |
| 9.    | Volcano                        | Hans Zimmer et Heitor Pereira | 2:50 |
| 10.   | Rescue Me                      | Hans Zimmer et Heitor Pereira | 3:36 |
| 11.   | More Than A Feeling            | Boston                        | 4:45 |
| 12.   | She Loves Me                   | will.i.am                     | 1:43 |
| 13.   | Foofie                         | Hans Zimmer et Heitor Pereira | 2:39 |
| 14.   | Copacabana (At The Copa)       | Barry Manilow                 | 4:06 |
| 15.   | Monochromatic Friends          | Hans Zimmer et Heitor Pereira | 2:59 |
| 16.   | Best Friends                   | will.i.am                     | 2:25 |
| 17.   | Alex On The Spot               | Hans Zimmer et Heitor Pereira | 1:58 |
| 49:27 |                                |                               |      |

## Musiques additionnelles
- Outre les titres présents, sur l'album, on entend aussi durant le film les morceaux suivants [4] :
  - Born Free
    - Écrit par John Barry

  - I Like to Move It
    - Écrit par Erick Morillo et Mark Quashie
    - Interprété par Reel 2 Real featuring Mark Quashie[5]
    - Avec l'aimable autorisation de Strictly Rhythm Records, Inc.

  - Les Quatre Saisons: Printemps (Allegro)
    - Écrit par Antonio Vivaldi

  - Private Dancer
    - Écrit par Mark Knopfler

  - It's Raining Men
    - Écrit par Paul Jabara et Paul Shaffer

  - Prologue (from West Side Story)
    - Écrit par Leonard Bernstein et Stephen Sondheim